# Jan Walas
Jan Józef Walas (ur. 23 czerwca 1903 w Świątnikach Górnych, zm. 18 czerwca 1991 w Krakowie) – polski biolog, specjalizujący się w botanice i geografii roślin.

## Życiorys

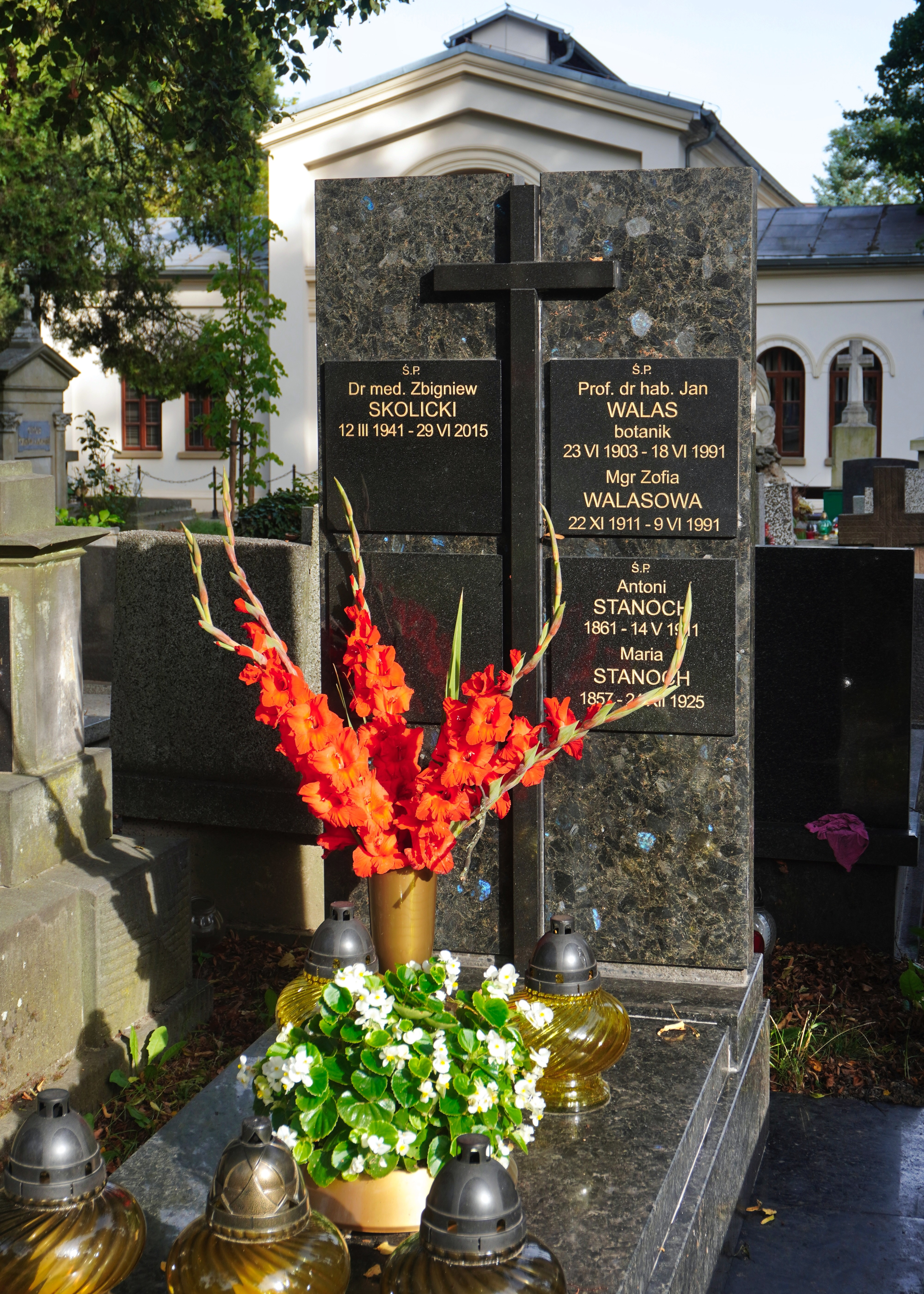
Grób prof. Jana Walasa na Cmentarzu Rakowickim w Krakowie

W 1924 roku ukończył VI Gimnazjum w Krakowie. W latach 1924–1929 studiował biologię i geografię z geologia na Uniwersytecie Jagiellońskim. Jego wykładowcami byli m.in. Henryk Ferdynand Hoyer, Emil Godlewski, Michał Siedlecki i Władysław Szafer. W latach 1928–1931 pracował jako asystent w dziale botaniki Muzeum Fizjograficznego PAU w Krakowie. W 1931 roku uzyskał stopień doktora, tematem jego rozprawy były Zespoły roślinne Babiej Góry, a promotorem Władysław Szafer. Od 1931 do 1939 roku pracował jako starszy asystent w Instytucie Botaniki UJ. W 1934 roku odbył stypendium w Station Internationale Geobotanique Méditerranéenne et Alpines w Montpellier. W czasie wojny był asystentem w Ogrodzie Botanicznym UJ w Krakowie.
W 1945 roku uzyskał, na podstawie rozprawy Wędrówki roślin wzdłuż rzek tatrzańskich, habilitację na Uniwersytecie Jagiellońskim. 1 grudnia 1945 został prowizorycznie powołany na stanowisko profesora nadzwyczajnego w tworzonej przez niego Katedrze Systematyki i Geografii Roślin na Uniwersytecie Mikołaja Kopernika. Kierował nią do 1969 roku. W latach 1952–53 pełnił funkcje prodziekana, a od 1954 do 1956 roku dziekana Wydziału Biologii i Nauk o Ziemi UMK. W latach 1955–1959 pracował również w Wyższej Szkole Rolniczej w Olsztynie.
W 1968 roku otrzymał tytuł profesora zwyczajnego nauk przyrodniczych. W 1970 roku powrócił do Krakowa, gdzie pracował na Wydziale Biologii i Nauk o Ziemi UJ do przejścia na emeryturę w 1973 roku. Zmarł w Krakowie w 1991 roku, został pochowany na cmentarzu Rakowickim (kwatera HD, rząd zach.).

## Publikacje
- Roślinność Babiej Góry (1933)
- Świat roślinny naszych wód i ich brzegów (1965)
- Atlas roślin chronionych (1973)